# أنو كومي (كوزاني)
أنو كومي (Άνω Κώμη) هي مدينة في كوزاني في مقاطعة فوريا إلادا في اليونان.
يبلغ عدد سكانها حوالي 1519 نسمة.